# Werner Rossade

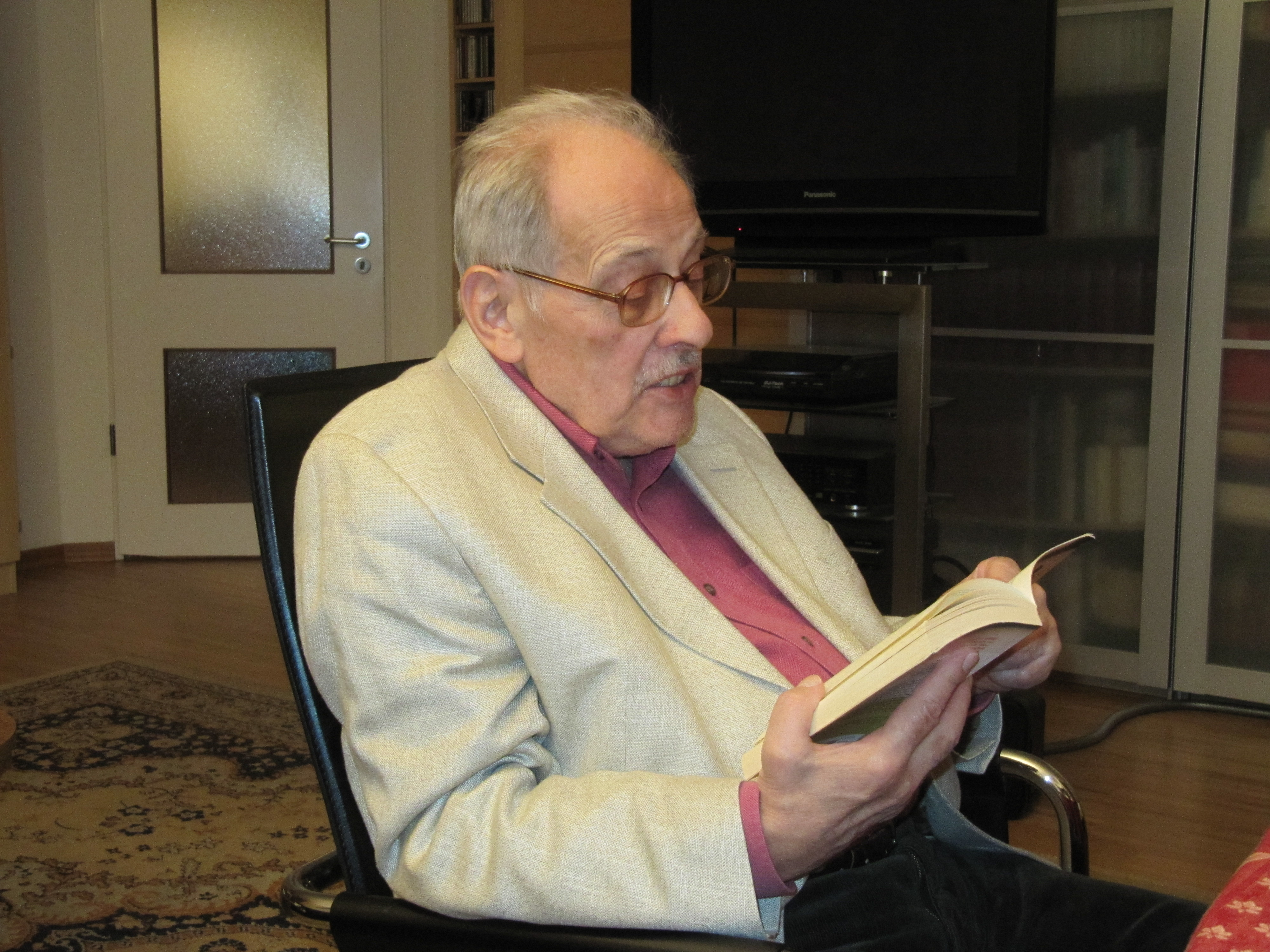
Werner Rossade in seiner Münchner Wohnung im Dezember 2011

Werner Rossade (* 4. Dezember 1930 in Brieg; † 20. Februar 2015 in München) war ein deutscher Politologe und Publizist.

## Leben
Werner Rossade wuchs als Sohn eines Maschinenbauers und einer Hausfrau zusammen mit einer 7 Jahre älteren Schwester in der einstigen Piasten-Residenz Brieg an der Oder auf, damals eine Kreisstadt im preußischen Regierungsbezirk Breslau (Niederschlesien), heute Brzeg im westlichen Polen. Im April 1945 wurde die Familie Rossade nach der Räumung der Stadt Brieg durch die deutschen Behörden nach Donauwörth im bayerischen Schwaben evakuiert, wo Rossade 1950 im Progymnasium mit Realschule, Oberschule im Abbau (heute: Gymnasium Donauwörth) das Abitur ablegte. Danach studierte er Philosophie und Neuphilologie an der Ludwig-Maximilians-Universität München.
Rossade trat im Herbst 1953 in die KPD ein. Kurz vor dem Verbot der KPD (1956) in der Bundesrepublik übersiedelte Rossade 1955 in die DDR und setzte sein Studium am Philosophischen Institut der Humboldt-Universität in Ostberlin mit dem Schwerpunkt Ästhetik und Kulturtheorie fort. Er schloss das Studium 1958 mit dem Staatsexamen zum Diplom-Philosoph ab. Nach 1958 war er am gleichen Institut bis 1962 Assistent und Doktorand (bei den Professoren Wolfgang Heise und Walter Besenbruch). 1964 wurde Rossade mit einer Arbeit über Geschichte und Ideologie der Kulturpolitik der SPD zum Dr. phil. promoviert. Er arbeitete bereits von 1962 an in verschiedenen kultur- und parteipolitischen Instituten außerhalb der Universität.
Rossade geriet in zunehmende Schwierigkeiten mit der SED, was schließlich dazu führte, dass er nicht in die DDR zurückkehrte, als er im Dezember 1974 die Genehmigung zur Fahrt nach Donauwörth erhielt, um an der Beerdigung seiner Mutter teilzunehmen. Er sah seine (inzwischen geschiedene) Ehefrau und die gemeinsamen Kinder erst nach dem Fall der Mauer 1989 wieder.
Rossade wurde nach seiner Flucht aus der DDR von der Humboldt-Universität der Doktorgrad entzogen. Diese Aberkennung wurde in öffentlicher Form am 7. Juli 1998 vom Präsidenten der Humboldt-Universität zu Berlin, Prof. Hans Meyer, wegen Sittenwidrigkeit als „nichtig und daher von Anfang an [für] ungültig“ erklärt.
In der Bundesrepublik übernahm Rossade Forschungs- und Lehrtätigkeiten am Geschwister-Scholl-Institut der LMU München, der Ruhr-Universität Bochum sowie der Freien Universität Berlin und publizierte regelmäßig in politik- und kulturwissenschaftlichen Periodika.

## Arbeitsschwerpunkte
Rossade setzte sich nach seiner Flucht aus der DDR und der Rückkehr in die Bundesrepublik schwerpunktmäßig mit der Kulturpolitik des realen Sozialismus auseinander. Der Fokus seiner Forschungstätigkeit lag in der Analyse der zunehmenden Dissoziation der politischen und geistigen Eliten in der DDR. Als sein Hauptwerk gilt das 1982 veröffentlichte zweibändige Werk „Literatur im Systemwandel. Zur ideologiekritischen Analyse künstlerischer Literatur aus der DDR“.

## Werke
- Werner Rossade: „Kultur“-Ideologie der rechten SPD-Führung und „human relations“. In: Deutsche Zeitschrift für Philosophie. Jahrgang 8, 1960, S. 1461–1478.
- Werner Rossade: Zur Kritik des kulturpolitischen Programms der rechten SPD-Führung und seiner ideologischen Grundlagen. Dissertation, Humboldt-Universität zu Berlin, Philosophische Fakultät, 2 Bände, Typoskript, Berlin 1964 (Universitäts-Bibliothek der HU Berlin, Signatur 98 HB 65 86:1)
- Werner Rossade: Literatur im Systemwandel. Zur ideologiekritischen Analyse künstlerischer Literatur aus der DDR. 2 Bände, Peter Lang, Bern und Frankfurt a. M. 1982
- Werner Rossade: Sport und Kultur in der DDR. Sportpolitisches Konzept und weiter Kulturbegriff in Ideologie und Praxis der SED. tuduv, München 1987 (= tuduv-Studien. Reihe Sozialwissenschaften. Band 42)
- Werner Rossade: Literatur als politische Institution. In: Rytlewski (Hrsg.):  1989, S. 246–269
- Werner Rossade: Rezension von Pourcher 1994. In: Anthropos. Internationale Zeitschrift für Völker- und Sprachenkunde. Band 90, Nr. 4–6, 1995, S. 635–637
- Werner Rossade: Gesellschaft und Kultur in der Endzeit des Realsozialismus. Duncker & Humblot, Berlin 1997 (= Beiträge zur Politischen Wissenschaft, Band 98)
- Werner Rossade: Topik und politische Kultur. In: Rossade u. a. (Hrsg.):  2002, S. 67–84
- Werner Rossade: Rezension von Kott/Droit Hg. 2006, In: pvs. Band 48, Nr. 1, 2007, S. 194–197
- Werner Rossade, Birgit Sauer, Dietmar Schirmer (Hrsg.): Politik und Bedeutung. Studien zu den kulturellen Grundlagen politischen Handelns und politischer Institutionen. Westdeutscher Verlag, Wiesbaden 2002
- Werner Rossade, Marc Abélès (Hrsg.): Politique symbolic en Europe/Symbolische Politik in Europa. Duncker & Humblot, Berlin 1993 (= Beiträge zur Politischen Wissenschaft, Band 69)